# Brandan Stith
Brandan Stith (Denver, Colorado, 17 de noviembre de 1994) es un exbaloncestista estadounidense. Con 2,01 metros de estatura, jugaba en la posición de alero. Es hijo del exjugador de la NBA y  actual entrenador Bryant Stith y hermano de B. J. Stith.

## Trayectoria deportiva

### Universidad
Jugó una temporada con los Pirates de la Universidad del Este de Carolina, en la que promedió 4,5 puntos, 6,3 rebotes y 1,2 tapones por partido.
En 2014 fue transferido a los Monarchs de la Universidad de Old Dominion, donde tuvo que pasar un año en blanco debido a la normativa de la NCAA. Jugó posteriormente tres temporadas más, en la que promedió 9,6 puntos, 8,1 rebotes y 1,6 tapones por encuentro. En 2016 fue incluido en el mejor quinteto defensivo de la Conference USA.

### Profesional
Tras no ser elegido en el Draft de la NBA de 2018, el 3 de agosto firmó su primer contrato profesional con los Leuven Bears de la Pro Basketball League, la primera división del baloncesto belga. En su primera temporada promedió 9,2 puntos y 7,1 rebotes por partido.